# Полуденный Кизел
Полу́денный Ки́зел — река в Пермском крае. Протекает восточнее города Кизел, при слиянии с рекой Восточный Кизел образует реку Кизел. В верхнем течении довольно извилиста. Протекает почти на всём протяжении на север, в нижнем течении немного на восток. В реку впадает 32 малых притока.
Длина реки — 17 км. Площадь водосборного бассейна — 82,3 км².

## Населённые пункты
- Центральный-Коспашский